# M47巴頓坦克
M47巴頓戰車是美國研發的主力戰車，後續經過改良演化為M48巴頓戰車。M47是美國陸軍第二款命名為巴頓的戰車，它是根據M46在韓戰當中的實戰而得出的改良型，也是美國最後一款裝設固定式車體機槍的戰車。

## 研發簡史
M46戰車在韓戰中投入雖然解決從M26戰車以來美國戰車為所詬病的引擎問題，但是美軍認為M46只是應急裝備，部隊應該配備戰力更好的T42中型戰車。但韓戰的戰況發展讓美國陸軍確信它們更迫切需要新型戰車，而T42戰車開發時程緩不濟急；為了急速將新武器投入現役部隊，並解決T42可能潛在的技術問題，美軍高層決定又制定另一個暫定解決方案：把T42砲塔裝上M46的車體，換用由底特律兵工廠開發的複合材料油箱，儘管這個方案技術也未竟成熟，但陸軍官員認為這個挑戰有值得冒險的意義。這款應急用戰車稱為M47，1950年12月美國陸軍與底特律兵工廠簽訂總價1億美元的合約量產500輛M47，在1951年投入量產序列。
T42戰車和M46雖然同樣是採用90公厘戰車炮，但T42配備的M36戰車炮為全新設計，炮身容許膛壓上限提升，並搭配威力更強的鎢芯高速穿甲彈，火炮需要的後座距離也增長。此外還搭配提升1,000公尺以上遠距射程命中率的M12立體光學測距儀，因此需要有比M46戰車更大直徑的砲塔；為了容納測距儀與新戰車炮，炮塔稍為放大呈菱形狀，藉由削減砲塔的正面投影面積，將這些省略的重量用於強化炮盾厚度提高防護，車身正面的裝甲改為傾斜和取消駕駛和前方機槍手之間的風扇殼體，砲塔左右兩側為了容納立體測距儀因此有兩個橢圓形突出物，這個特徵在後續M48及M60上仍然保留，成為巴頓系列非常具指標性的特徵。
雖然M47在1951年6月開始排上生產線，但是M12立體測距儀研發不順耽誤了量產進度，此外與M41輕型坦克設計共通的砲塔液壓轉動控制系統被發現有設計瑕疵，因此已經量產計畫送到韓國戰場的M47也被延遲運送，這使得M47雖然在韓戰簽訂停戰條約前有少數運到韓國，但並沒有投入戰場作戰。重新設計並經過驗證的液壓控制系統直到1952年4月才完成。完成修改的M47在1952年5月量產標準化，此時美軍高層已經停止將M47運往韓國戰場的構想，並決定優先撥交歐洲與國內部隊，直到1952年夏天才開始配發到美國陸軍第1裝甲師與美國陸軍第2裝甲師，至1953年11月M47停產，轉換為量產M48巴頓坦克。
在29個月的量產期程中底特律生產5,481輛、美國機車公司生產3,095輛，合計生產了8,576輛M47戰車；隨著M48量產，M47隨即轉入國民兵等後備單位，1957年撤離裝甲單位，僅配備在步兵師戰鬥群驅逐戰車排，但隨著反戰車飛彈問世後反甲編裝改組，在1950年代末開始全面軍援給美國盟邦。
美國海軍陸戰隊的配發期程與陸軍差別不大，在1952年中開始換裝，韓戰結束時所有海軍陸戰隊戰車單位已全換裝完成；但M103戰車與M48A1戰車量產後隨即又淘汰掉M47，最後一支編裝調整單位在1959年汰換完成。

## 實戰

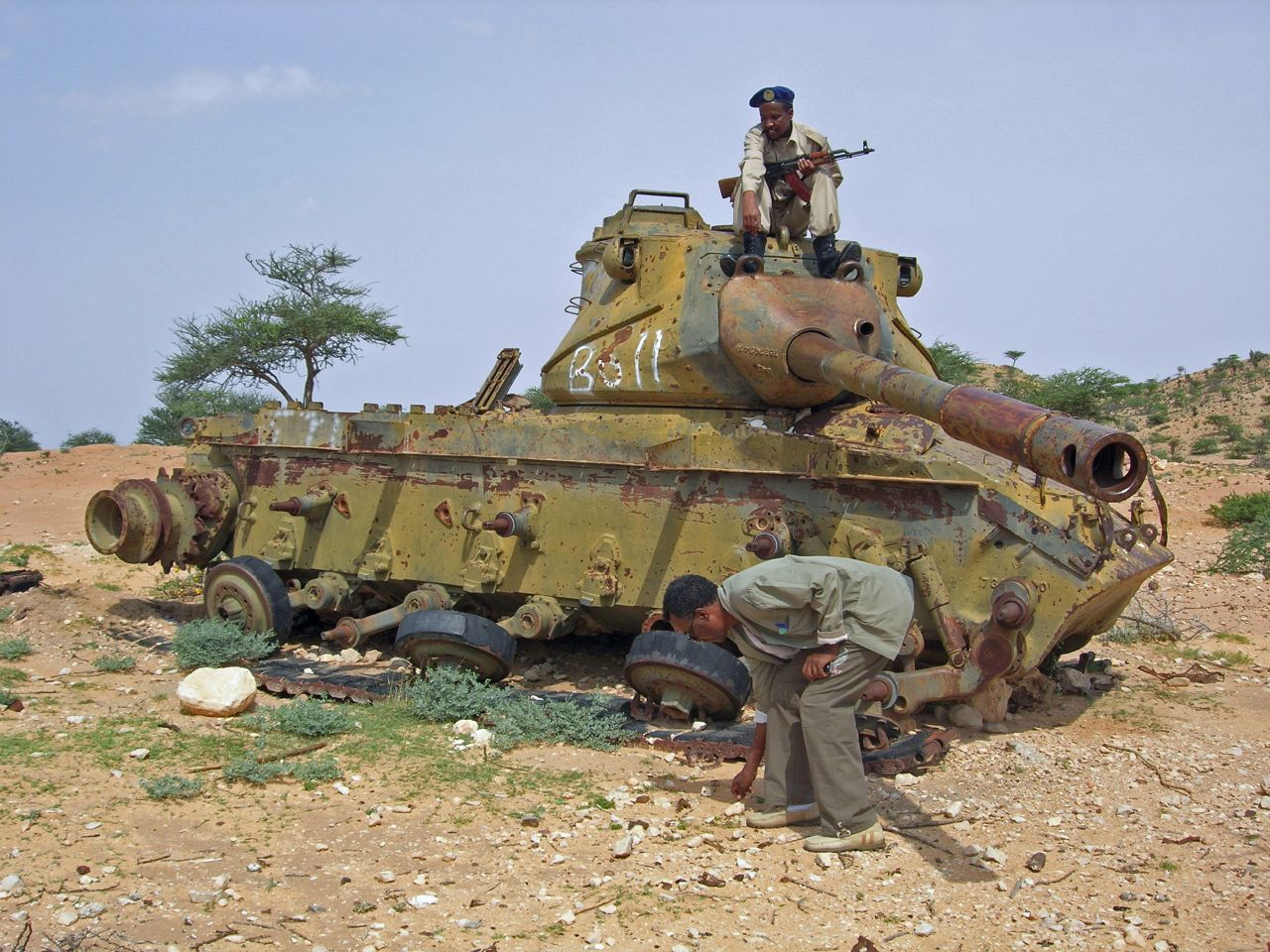
在索馬里內戰中被擊毀的M47殘骸

- 美軍的M47並無參加實戰，退役後除了外銷大多被當作靶車使用。
- 伊朗：兩伊戰爭
- 約旦：六日戰爭
- 土耳其：和伊拉克的邊界衝突和在塞浦路斯的軍事行動
- 南斯拉夫：南斯拉夫內戰
- 巴基斯坦：印巴戰爭
- 索馬里：索馬里內戰

## 使用國家
- 约旦
- 西班牙
- 索馬利蘭
- 奥地利
- 比利时
- 賽普勒斯
- 法國
- 希腊
- 伊拉克

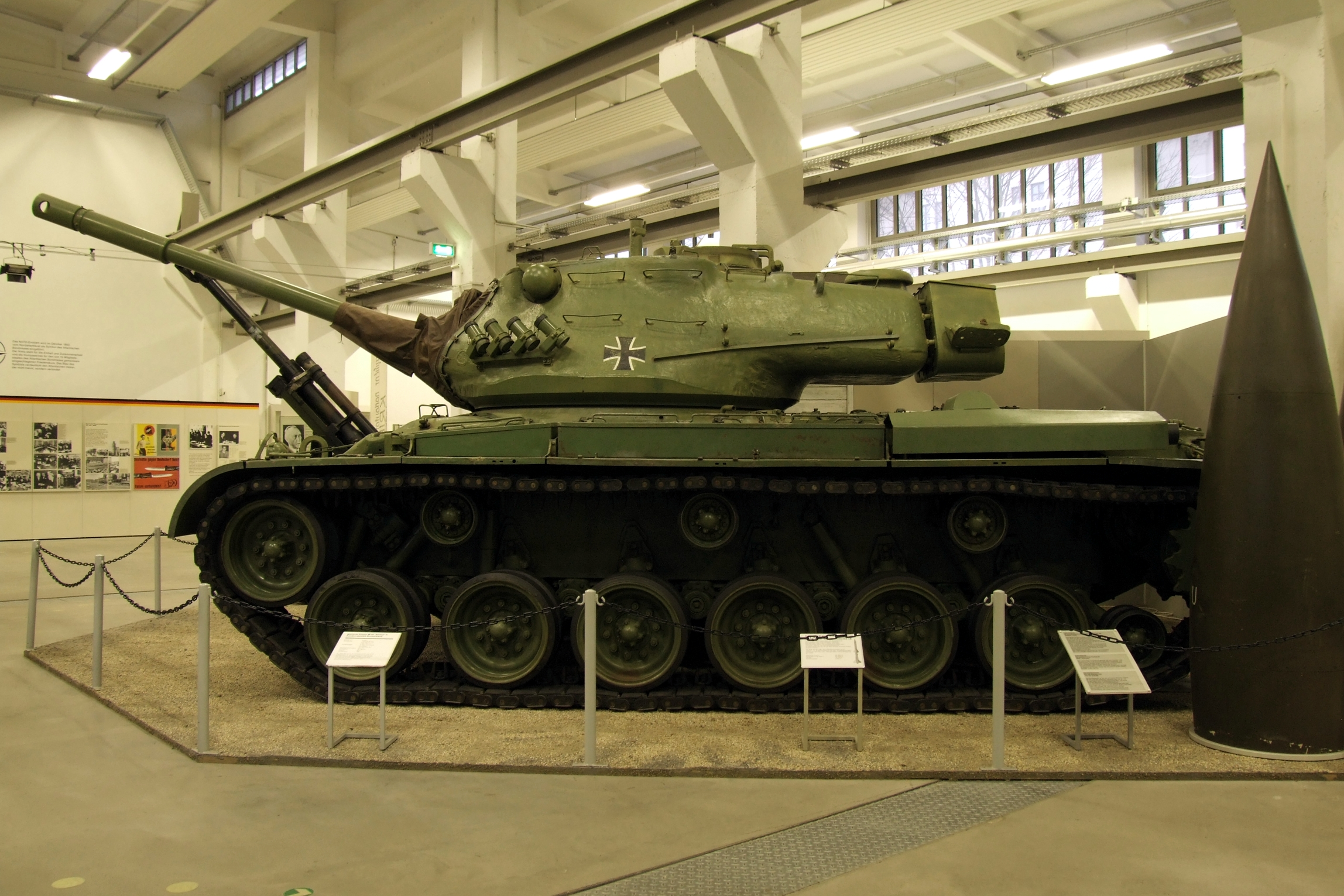
德國(前西德)的M47

- 伊朗：1960年代至1970年代間取得400輛軍援的M47與M47M，[1]目前可能尚有140輛M47M仍在服役。
- 義大利
- 大韓民國
- 巴基斯坦
- 菲律賓
- 葡萄牙
- 沙烏地阿拉伯
- 西班牙
- 美国
- 西德
- 土耳其
- 南斯拉夫

## 電影

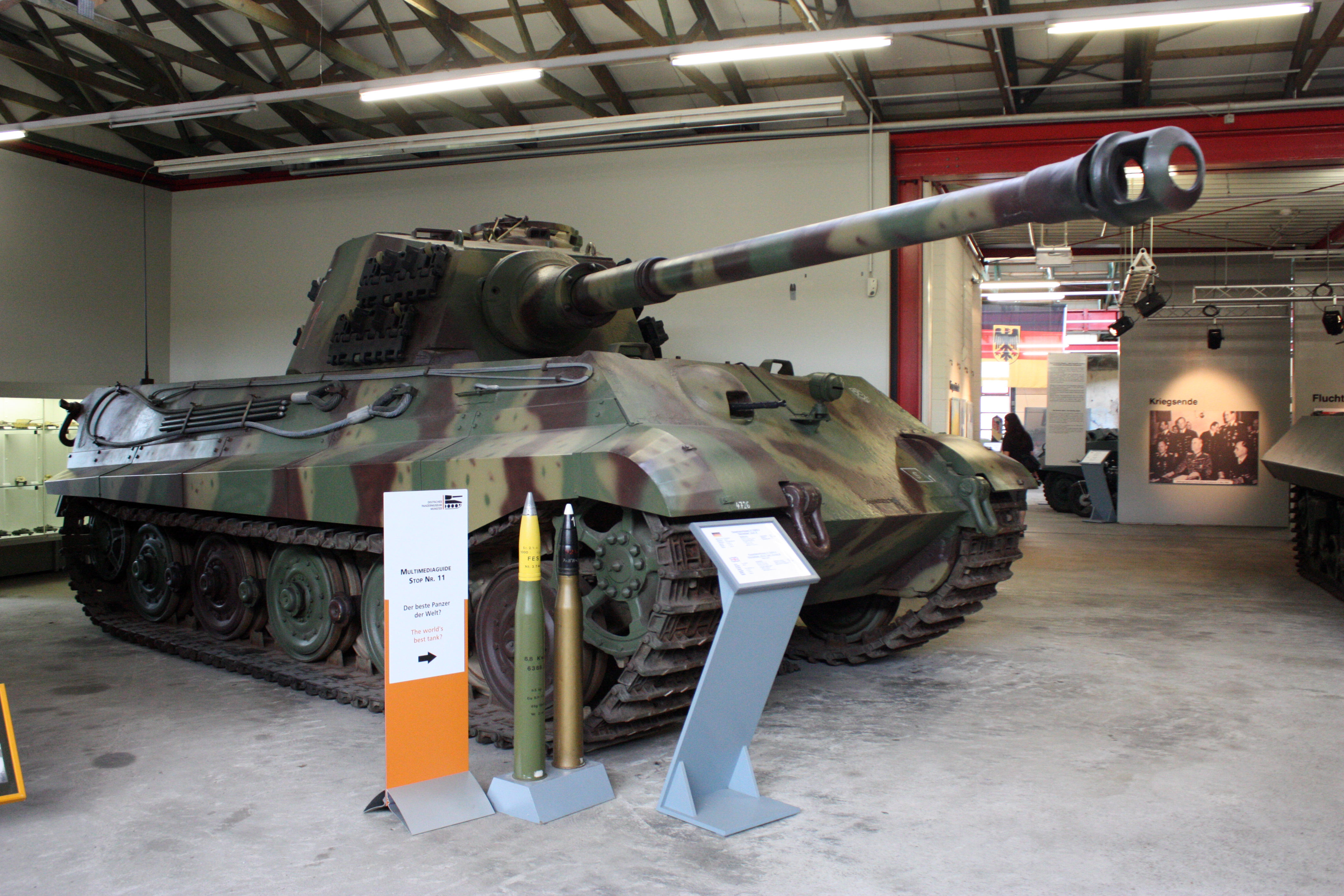
虎王坦克

雖然M47和二次大戰時德軍虎王坦克的外表相差很遠，但1965年上映的二戰電影坦克大決戰卻採用M47去充當虎王坦克